# Act N° 1
Act N° 1 è un brand fondato dagli stilisti italiani Luca Lin e Galib Gassanoff nel 2016.

## Sviluppo
Act Nº1 è stato creato nel 2016 a Reggio Emilia; nel 2017 vince per la prima volta un concorso, Who is On the Next. Nel 2018 compare nella lista degli "otto marchi che stanno ridefinendo la moda contemporanea" secondo Vogue America. Nel 2022 collabora con la Camera Nazionale della Moda Italiana in occasione di Support Young Designers. Tra le celebrità che si sono interessate al marchio, Beyoncé ha utilizzato un abito dello stesso per promuovere Tiffany & Co. Summer Renaissance
. Tra le altre interessate vi sono Sharon Stone, Lizzo, Lady Gaga, Zara Larsson, Dua Lipa, Rita Ora ed Ellie Goulding.
La collezione primavera/estate 2022/2023 partecipa alla Milano Fashion Week del settembre 2022.
Nel 2023 Galib Gassanoff lascia il marchio.
La collezione autunno/inverno 2024/2025 partecipa alla Milano Fashion Week del febbraio 2024.